# يويكا سوغاساوا
يوكا سوغاساوا (菅澤 優衣香) (5 أكتوبر 1990 في تشيبا في اليابان – )؛ هي لاعبة كرة قدم كانت تلعب كمهاجم. ولعبت مع منتخب اليابان لكرة القدم للسيدات.

## وصلات خارجية
- يويكا سوغاساوا على موقع الاتحاد الدولي (مؤرشف)  (الإنجليزية)
- يويكا سوغاساوا على موقع الاتحاد الأوربي (الإنجليزية)
- يويكا سوغاساوا على موقع قاعدة بيانات كرة القدم.إي يو (الإنجليزية)
- يويكا سوغاساوا على موقع Soccerway.com (الإنجليزية)
- يويكا سوغاساوا على موقع عالم كرة القدم.نت (الإنجليزية)
- يويكا سوغاساوا على موقع أوليمبيديا (الإنجليزية)